# Kalungu (district)
Le district de Kalungu est un district d'Ouganda. Sa capitale est Kalungu.

## Histoire
Comme celui de Bukomansimbi, ce district a été créé en 2010 par séparation de celui de Masaka.